# 棉古毒蛾
棉古毒蛾（學名：Orgyia postica），又稱小白紋毒蛾，是古毒蛾屬下的一種蛾，發現於亞洲熱帶地區及新幾內亞。
其雄蛾的翼展可達20—30（0.79—1.18英寸），雌性沒有翅膀。
棉古毒蛾發現於很多種植物上，包括：山檨子属、芒果屬、榴槤屬、輕木屬、木麻黃屬、欖仁樹屬、娑羅屬、橡膠樹屬、蓖麻屬、天竺葵屬、樟屬、金合歡屬、合歡屬、木豆屬、決明屬、黃檀屬、刺桐屬、金龜樹屬、紫檀屬、田菁属、木莢豆、紫薇屬、桉屬、紅膠木屬、棗屬、蘋果屬、咖啡屬、柑橘屬、檀香屬、龍眼屬、荔枝屬、韶子屬、可可屬、山茶屬、扁擔桿屬以及柚木屬。